# HMS Vanguard (23)
Pour les autres navires du même nom, voir HMS Vanguard.
Pour les articles homonymes, voir Vanguard.
Construit pendant la Seconde Guerre mondiale, le HMS Vanguard (pennant number 23) est l'ultime cuirassé de la Royal Navy, et l'unique de sa classe. Répondant à un besoin formulé au début de 1939 de faire rapidement face aux cuirassés modernes allemands et japonais, il a été doté de quatre tourelles doubles de 381 mm, prévues pour les croiseurs de bataille HMS Courageous et HMS Glorious, achevés comme porte-avions après la Première Guerre mondiale, et qui étaient donc disponibles sans délai. Rénovées et installées sur ce bâtiment, elles lui vaudront le surnom de « cuirassé avec les dents de sa grand-tante » (battleship with her great aunt's teeth).
Le Vanguard était le deuxième de ce nom (le Vanguard précédent avait été construit en 1907). C'est également le dernier bâtiment de ligne à avoir été lancé dans le monde.

## Histoire

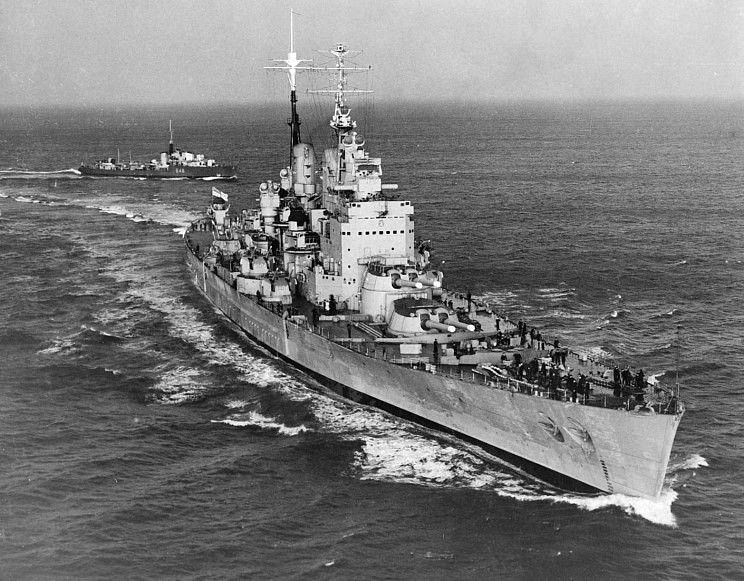
Le HMS Vanguard en 1950.

Le HMS Vanguard, commandé le 14 mars 1941 par la Royal Navy auprès du chantier naval John Brown & Company, Clydebank (Écosse) fut lancé en novembre 1944. Le navire ne fut admis en service qu'en 1946, et resta deux années sans disposer de son artillerie principale. Pour ces raisons, il fut rapidement connu et caricaturé comme étant le seul cuirassé britannique sans canon.
Ce retard dans la construction du navire (il devait initialement être livré vers 1943) était motivé par la perte de deux bâtiments de ligne, le HMS Prince of Wales et le HMS Repulse coulés par des torpilles japonaises dans la baie de Kuantan (Malaisie) le 10 décembre 1941. Il apparut évident à l'époque que la construction de gros bâtiments de guerre n'était plus une priorité par rapport au réarmement et au renforcement de la Royal Air Force (RAF).
En 1947, le HMS Vanguard joue un rôle représentatif dans l'accompagnement du roi George VI et de son épouse, en missions de représentation en Afrique du Sud (ses marins se plaisaient à dire qu'ils étaient embarqués sur le yacht royal). Au cours du premier semestre 1949, le HMS Vanguard est affecté à la flotte britannique en Méditerranée et, vers la fin de l'année, il est utilisé comme navire-école à la base de Portland.
Après avoir participé comme bâtiment majeur aux activités navales de l'OTAN, il devient à partir de 1955 navire amiral de la flotte de réserve. Il est retiré du service en 1960, pour être vendu aux chantiers de Faslane où il est démoli le 9 août 1960.

## Considérations techniques
Le HMS Vanguard était un cas unique parmi les bâtiments de ligne britanniques existants. En effet, son artillerie principale et secondaire étaient conduites par un ensemble de radars de commande de tir à onde centimétrique (Remote power control). Cet ensemble de radars avait une capacité de recherche étroite ou ouverte suivant le préréglage, et procurait un tir de précision même sans voir l'objectif, tout en repérant le point de chute du projectile. Ce système de radar existait pour la commande à deux interpolateurs (DCT) sur les canons de 381 mm, chacun pouvant tirer grâce à un procédé télémétrique. Les canons de 133 mm possédaient, chacun, un radar de type 275 modèle 37 DCT.
Bien que classé croiseur de bataille, le HMS Vanguard était considéré comme étant aussi bien protégé qu'un cuirassé grâce à un excellent blindage. Il avait aussi de très bonnes qualités nautiques et étalait bien à la mer, même par gros temps. La finesse de sa carène, améliorée encore après l'expérience de ses prédécesseurs de la classe King George V construits juste avant la Seconde Guerre mondiale, lui permettait de filer près de 30 nœuds avec une puissance de 130 000 ch.

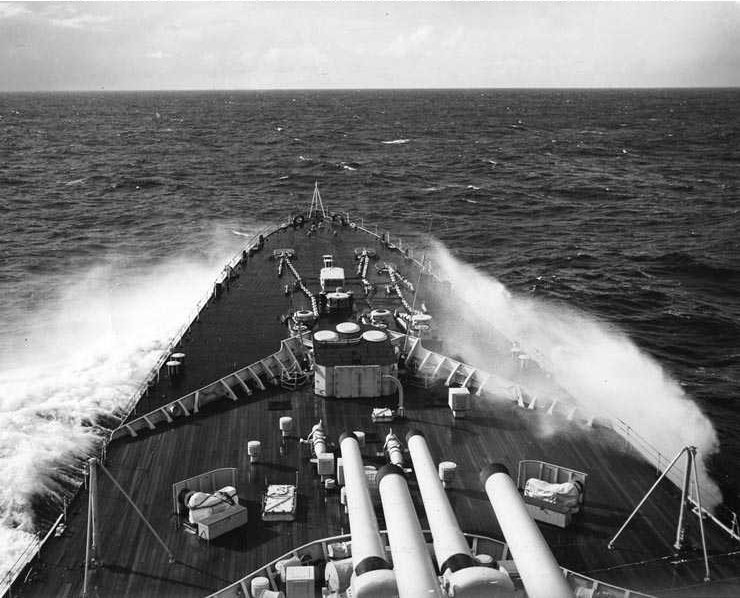
Opération « Mainbrace », exercice de l'OTAN le 19 septembre 1952.

## Sources
- (en)/(de) Cet article est partiellement ou en totalité issu des articles intitulés en anglais « HMS Vanguard (23) » (voir la liste des auteurs) et en allemand « HMS Vanguard (23) » (voir la liste des auteurs).